# Poa howellii
Poa howellii là một loài cỏ trong họ hòa thảo, thuộc chi poa.